# Germain d'Auxerre
Pour les articles homonymes, voir Saint Germain et Germain.
Germain d'Auxerre ou Germain l’Auxerrois, né vers 380 à Appoigny près d'Auxerre (actuel département de l'Yonne) et mort le 31 juillet 448 à Ravenne en Italie, est un haut fonctionnaire de l'Empire romain d'Occident originaire de Gaule, nommé gouverneur d'une réunion de plusieurs provinces vers 410, puis devenu un homme d'Église et fait évêque d'Auxerre (le sixième) en 418.
Saint chrétien fêté le 31 juillet,, c'est le plus célèbre des saints Germain. Il est reconnu pour avoir contribué à l'évangélisation de l'Auxerrois, mais aussi de la Bretagne insulaire, où il a fait deux séjours.
En conflit avec le général romain Aetius, commandant militaire dans le nord de la Gaule, il fait un dernier voyage à Ravenne, alors capitale de l'Empire d'Occident, où il meurt en 448.

## Biographie

### Origines familiales

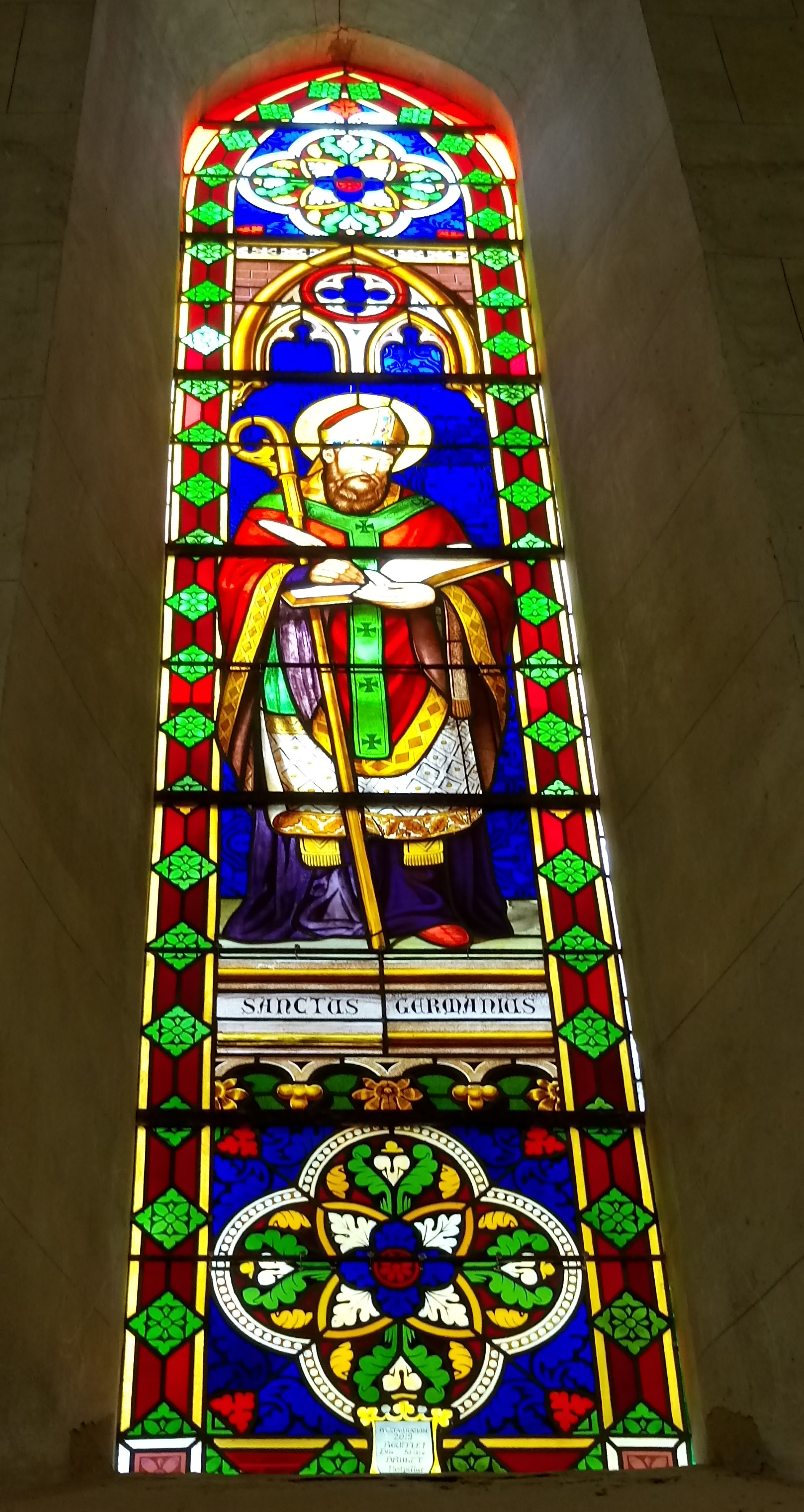
Vitrail restauré en 2019 par Bernadette Soufflet, Atelier de St Uze, Drôme.

Germain est issu d'une famille de l'élite gallo-romaine : il est le fils de Rustique et de Germanille, maîtres (domini) du domaine d'Appoigny.
Une tradition locale, restée vivace à travers les siècles, veut que ses parents aient été inhumés à Appoigny. Heiric d'Auxerre (841-876) écrit qu'ils ont été enterrés sous l'autel dans l'église. Mais il parle de l'église dédiée à saint Jean, plus ancienne que celle existant de nos jours, qui a été vendue et démolie en 1793. Lors de cette démolition, un tombeau est apparu découvert sous le grand autel, mais il a aussi été détruit.
En juillet 2008, un sarcophage du Ve siècle en grès ferrugineux a été mis au jour au pied de la collégiale Saint-Pierre d'Appoigny
; ce n'est cependant pas la premier à ête découvert autour de l'église et rien n'indique alors qu'il pourrait s'agir de leur sépulture.

### Contexte
Germain nait à Appoigny, à 12 km au nord d'Auxerre. Dans l'Empire romain, après la conquête de la Gaule par César, Auxerre fait partie de la cité (civitas) des Sénons (chef-lieu : Sens) dans la province de Lyonnaise (Lyon), puis devient un chef-lieu de cité au IIIe siècle, la civitas Autessiodurum.
Après les réformes de Dioclétien vers 300 puis de Constantin, la cité d'Auxerre fait partie de la province de Quatrième Lyonnaise (chef-lieu : Sens), au sein du diocèse des Gaules (chef-lieu : Lyon) et de la préfecture du prétoire des Gaules (chef-lieu : Trèves), qui inclut la Bretagne romaine et l'Hispanie.
Germain est contemporain de saint Jean Chrysostome (344-407) et de saint Augustin (354-430), quoiqu'un peu plus jeune. Son époque est celle des grandes invasions et du début de l’effondrement de l’Empire romain d'Occident, marquée par l'invasion des Wisigoths (bataille d'Andrinople, 378), par l'invasion des Vandales et des Suèves à travers le Rhin en 409 et par le sac de Rome par les Wisigoths en 410 (origine du livre de saint Augustin, la Cité de Dieu), un événement symbolique, car à ce moment la capitale effective en Occident est Ravenne (depuis 402, succédant à Milan). Après le sac de Rome, les Wisigoths sont installés comme fédérés en Aquitaine, où ils créent le royaume de Toulouse. Vers 440-450, l'arrivée des Huns en Gaule provoque de nouveaux déplacements, notamment celui des Burgondes vers la région de Lyon et Genève (royaume des Burgondes). Les Huns sont cependant vaincus par Aetius en 451 (bataille des champs Catalauniques).
Sur le plan religieux, Auxerre est un siège épiscopal depuis le milieu du IIIe siècle (saint Pélerin). Le christianisme, autorisé officiellement depuis Constantin (édit de Milan, 313), doté d'une doctrine officielle par le premier concile de Nicée (325), qui a établi le texte du Credo, est devenu la religion officielle de l'Empire vers 395, excluant tout culte païen en public (fin des Jeux olympiques, fermeture des temples, etc.). Dans l'ensemble, les villes sont assez fortement christianisées, les campagnes beaucoup moins : les ruraux, les « gens du pays » (pagani), restent encore largement polythéistes, d'où l'évolution du mot pagani vers le sens de « païens ». D'autre part, au sein du christianisme, existent de courants divergents, dont certains sont combattus comme hérésies (donatisme, pélagianisme, etc.).

### Formation et débuts à Rome
Fils d'aristocrates, il étudie à Auxerre ou Autun, puis à Rome  où il devient un avocat réputé.
Il épouse Eustachie, une aristocrate romaine, qui, selon Constance de Lyon, est « une personne de condition élevée, remarquable par ses richesses et ses mœurs »,.

### Duc de la Marche Armorique en Gaule
Il rentre en Gaule nommé dux (général, commandant, par la suite « duc ») et gouverneur de plusieurs provinces,. Le commandement (ducatus) dont Germain a la charge est celui de la Marche Armorique[réf. nécessaire], qui comprend les provinces romaines de première et seconde Aquitaine, seconde et troisième Lyonnaise et Sénonaise.
Germain établit sa demeure à Auxerre, mais est tenu de visiter lui-même les larges territoires dont il a la charge et est souvent et longtemps absent.
L'évêque d'Auxerre est alors saint Amâtre (év. 386–418) et leurs relations ne sont pas des meilleures : Germain, comme de nombreux aristocrates, chasse et suit la coutume locale d'exhiber les têtes de ses prises en les suspendant à un grand poirier,.
Amâtre, qui voit ce fait comme une incitation à l'idôlatrie, essaie en vain de le sermonner, puis fait couper le poirier pendant une absence de Germain.
Germain le menace de mort ; Amâtre se réfugie à Autun, où il est reçu par l'évêque Simplice et son clergé, et par le préfet Julius,,.
Là, Amâtre a la révélation que Germain sera son successeur comme évêque d'Auxerre.

### Entrée dans l'Eglise
Il demande à Julius l'autorisation de faire de Germain un clerc de l'Église, 
revient à Auxerre et convertit Germain, lui « donne la tonsure » et en fait un diacre puis un prêtre.
Georges Viole, qui a étudié la vie de saint Germain en profondeur, situe cet épisode au plus tard en 410,.
Il est, vers 380-448, à l'origine de la diffusion du culte de Saint-Julien de Brioude, en détermine la fête et fonde de nombreuses églises dédiées à ce saint.
À l'approche de sa mort, Amâtre désigne Germain comme son successeur à l'évêché d’Auxerre ; une charge que Germain accepte, dit-on, contre son gré, mais qu'il assumera jusqu'à sa mort de 418 à 448.

### Évêque d'Auxerre

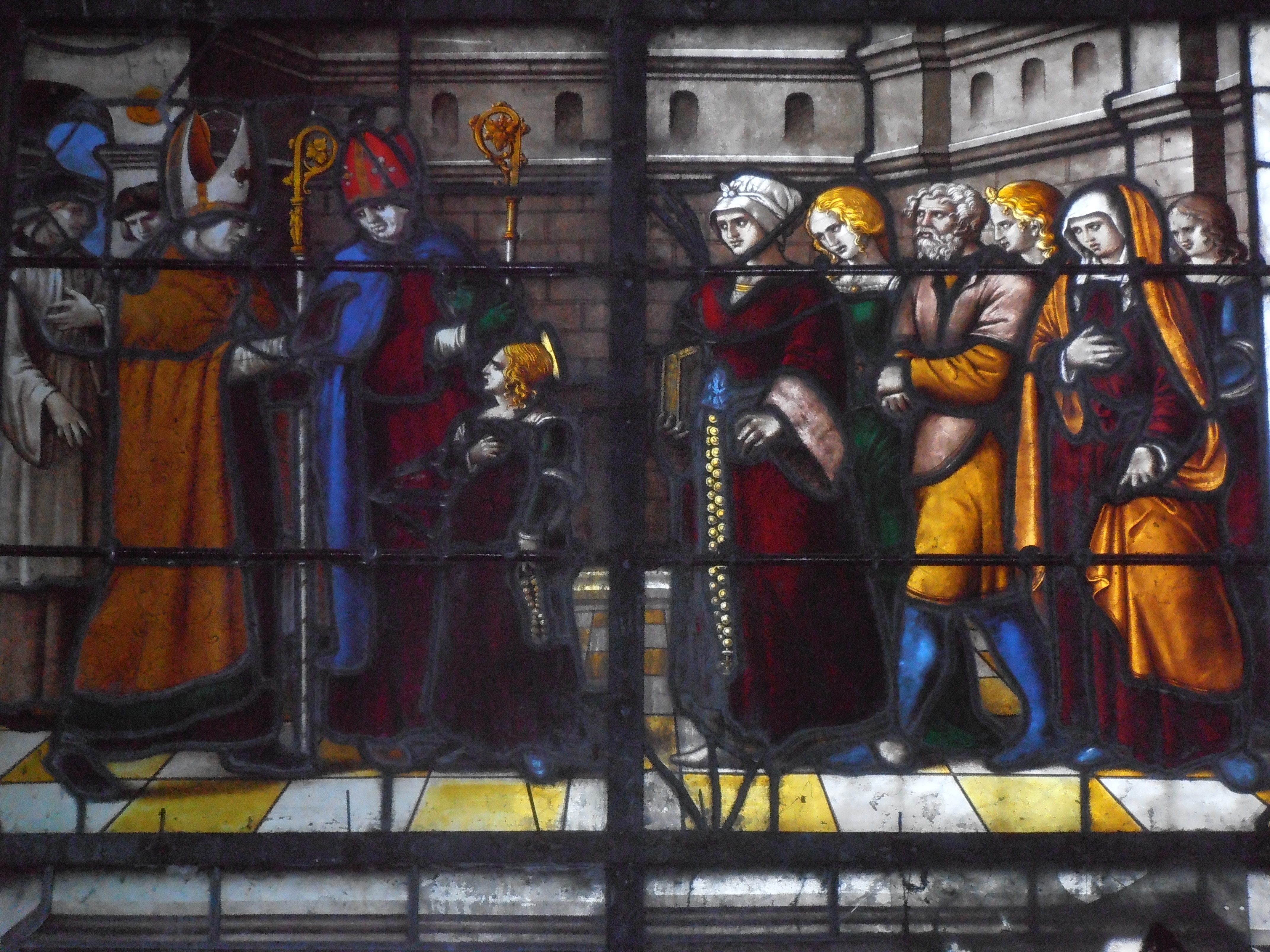
Saint Germain et saint Loup de passage à Nanterre reçoivent sainte Geneviève, église Sainte-Geneviève de Saint-Julien-du-Sault.

Devenu évêque, Germain fonde le monastère Saint-Cosme et Saint-Damien face à la ville ancienne d'Auxerre, sur la rive droite de l’Yonne.
Patrick d'Irlande (vers 380-vers 470), futur saint Patrick, originaire de Bretagne romaine, par la suite évangélisateur et premier évêque d'Irlande, séjourne à Auxerre plusieurs années (peut-être dix-huit).

### Voyages en Bretagne
Il lutte contre le pélagianisme, notamment en Bretagne insulaire où il fait deux voyages à seize ans d'intervalle (430 et 448).
C'est lors de son premier trajet vers la Bretagne, accompagné par saint Loup, évêque de Troyes, qu'il rencontre une petite fille âgée de dix ans, qu'il consacre à Dieu et qui deviendra sainte Geneviève. Dix-sept ans plus tard, il la revoit à Lutèce, lors de son second voyage de Bretagne. « Comme Germain, elle choisit l’Église et l’empire. Ce calcul politique la conduisit à soutenir les Francs païens, à favoriser leur expansion, et à les inciter à se convertir au catholicisme... Ce fut le triomphe posthume de Germain : Geneviève, sa fille spirituelle, permit la construction d’un royaume à la fois chrétien et romain, qui donna naissance à la France ».
Il est accompagné pour le deuxième voyage par saint Sévère (de), 14e évêque de Trèves et disciple de Hilaire archevêque d'Arles. Ils sont accueillis par Elaf.

### Relations avec Aetius
Alors que Germain rentre de cette expédition, sa dernière en Bretagne, il reçoit une délégation des villes d'Armorique. Leur peuple avait participé à une rébellion contre Valentinien III et recevait de la part d'Aetius le même traitement que les bagaudes. Les temps et l'Empire romain sont troublés et instables.
Aetius, généralissime de l'Empire romain depuis 429 et consul pour la 3e fois en 446, doit faire face à de multiples pressions. Il a délocalisé les Alains du Rhin, vaincus quelques années avant, vers Orléans avec mission pour eux de contrôler (d'attaquer) les bandes bagaudes de la région, particulièrement virulentes à cette époque. Lors de la révolte armoricaine il ordonne au roi des Alains de la Loire d'attaquer l'Armorique. Germain négocie une paix, que le roi des Allains accepte à condition que le traité de paix soit ratifié par Aetius,,. Germain se met donc en route pour Ravenne, où se trouve Aetius.

### Mort et funérailles

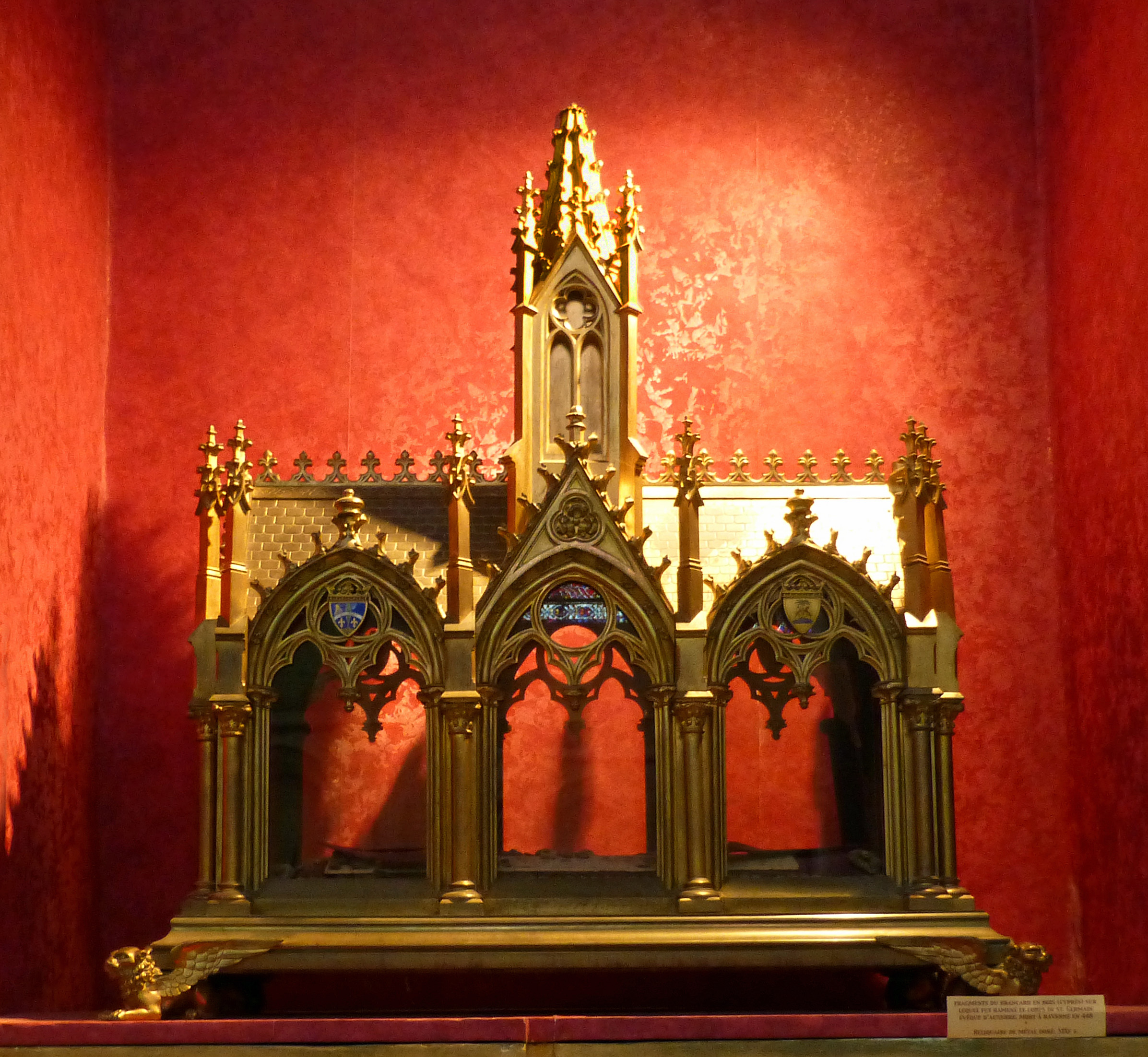
Reliquaire en métal doré du XIXe siècle, fragments du grabat qui a ramené Germain de Ravenne à Auxerre après sa mort.

Après sa mort à Ravenne, son corps est rapporté à Auxerre selon ses dernières volontés. Cinq jeunes filles sont choisies pour accompagner sa dépouille : Camilla (Camille), Porcaria (Porcaire), Magnenzia (Magnence), Pallasia (Pallade) et Massima (Maxime). Éprouvées par leur voyage, trois d'entre-elles meurent successivement, donnant nom aux villages de Sainte-Magnance, Sainte-Pallaye et Escolives-Sainte-Camille dans l'Yonne. Porcaire construit un ermitage proche du Serein sur la commune de Héry, à l'est du hameau des Baudières ; après sa mort une chapelle est érigée à cet endroit, en ruines au XIXe siècle mais qui portait toujours le nom de "chapelle Sainte-Porcaire",
Germain est enterré le 1er octobre dans un petit oratoire au nord d'Auxerre dédiée à saint Maurice.
Quelques décennies plus tard, Clotilde, épouse de Clovis, fait construire à la place de l'oratoire une église dédiée à saint Germain, qui devient l'église de l'abbaye du même nom.

## Le miracle de saint Germain à Travia
Lors de son passage à Travia en 447, un miracle se serait produit : son bâton planté en terre s'est transformé en un grand arbre verdoyant, comme cela se serait produit d'après la Bible pour le bâton d'Aaron (Nombre 17,8). On rapporte également un miracle semblable à propos de Saint-Christophe.
On bâtit une abbaye royale à cet endroit, dite abbaye de Saint-Germain. Le village a alors pris le nom de Saint-Germain, devenu Saint-Germain-sur-Meuse en 1919. L'abbaye, mentionnée pour la dernière fois dans un acte de 878, a disparu, probablement avant 1050,.

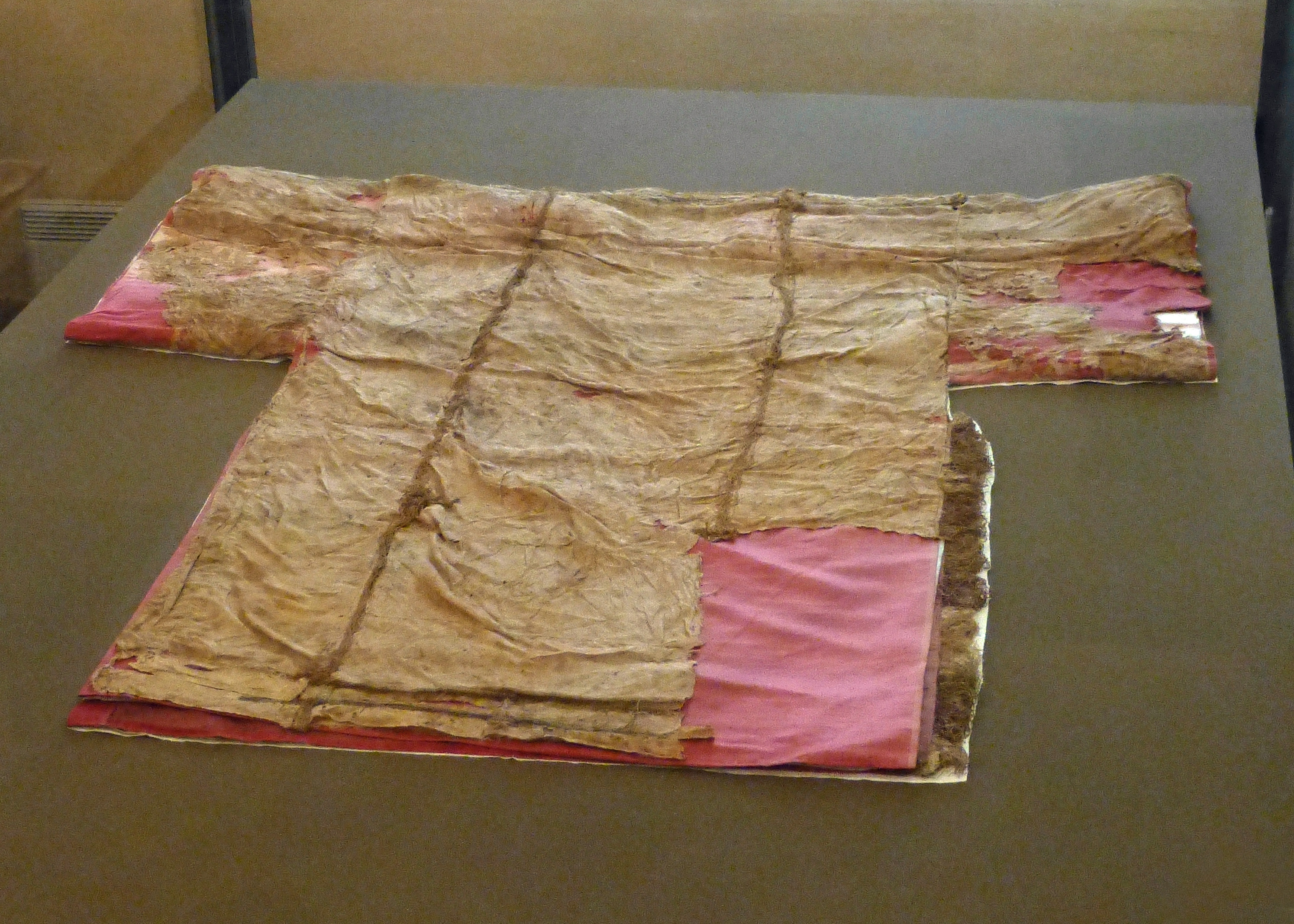
Tunique dite de saint Germain (abbaye Saint-Germain d'Auxerre).

Saint Germain évêque d'Auxerre
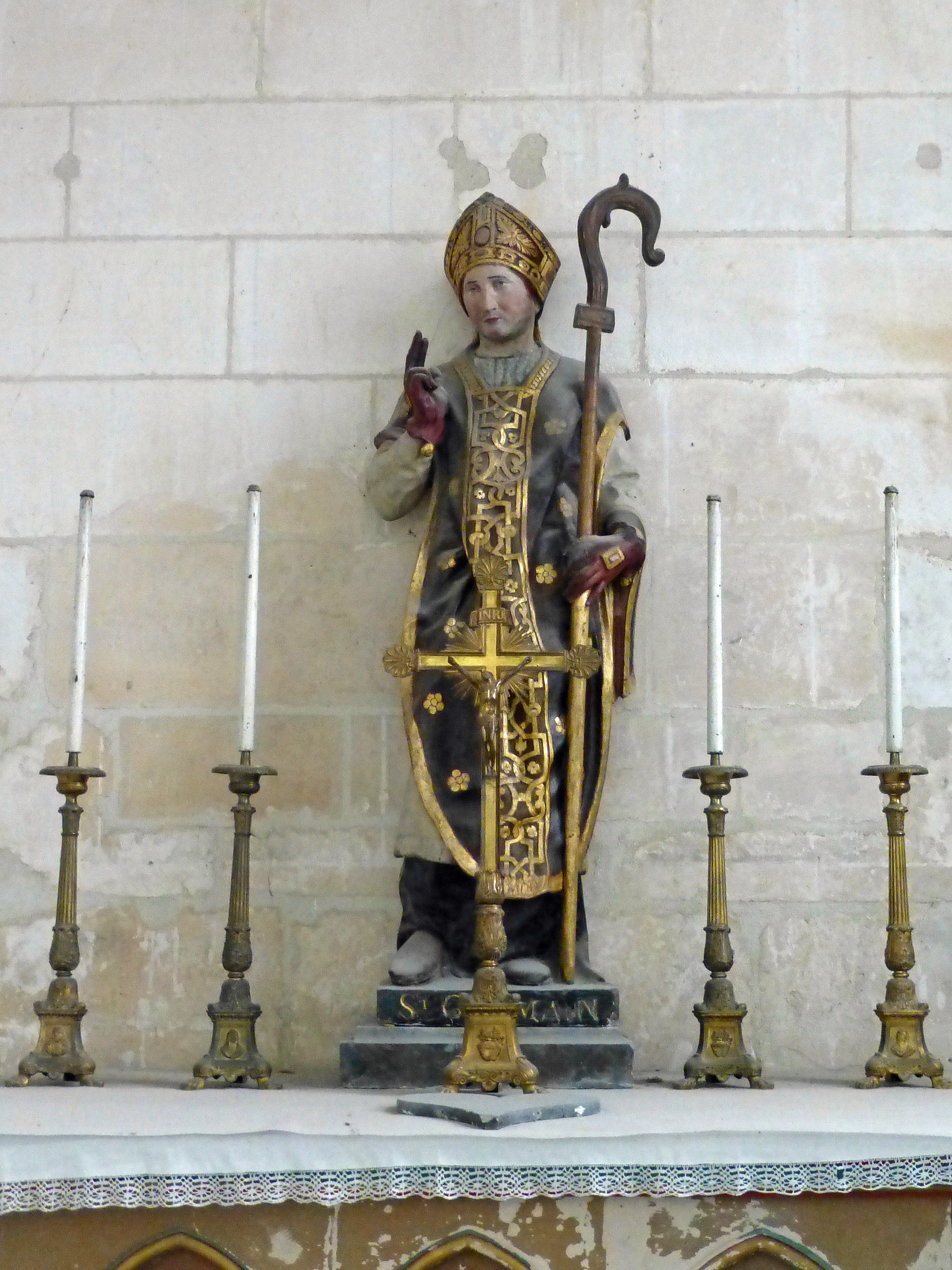
Statue, abbaye Saint-Germain d'Auxerre
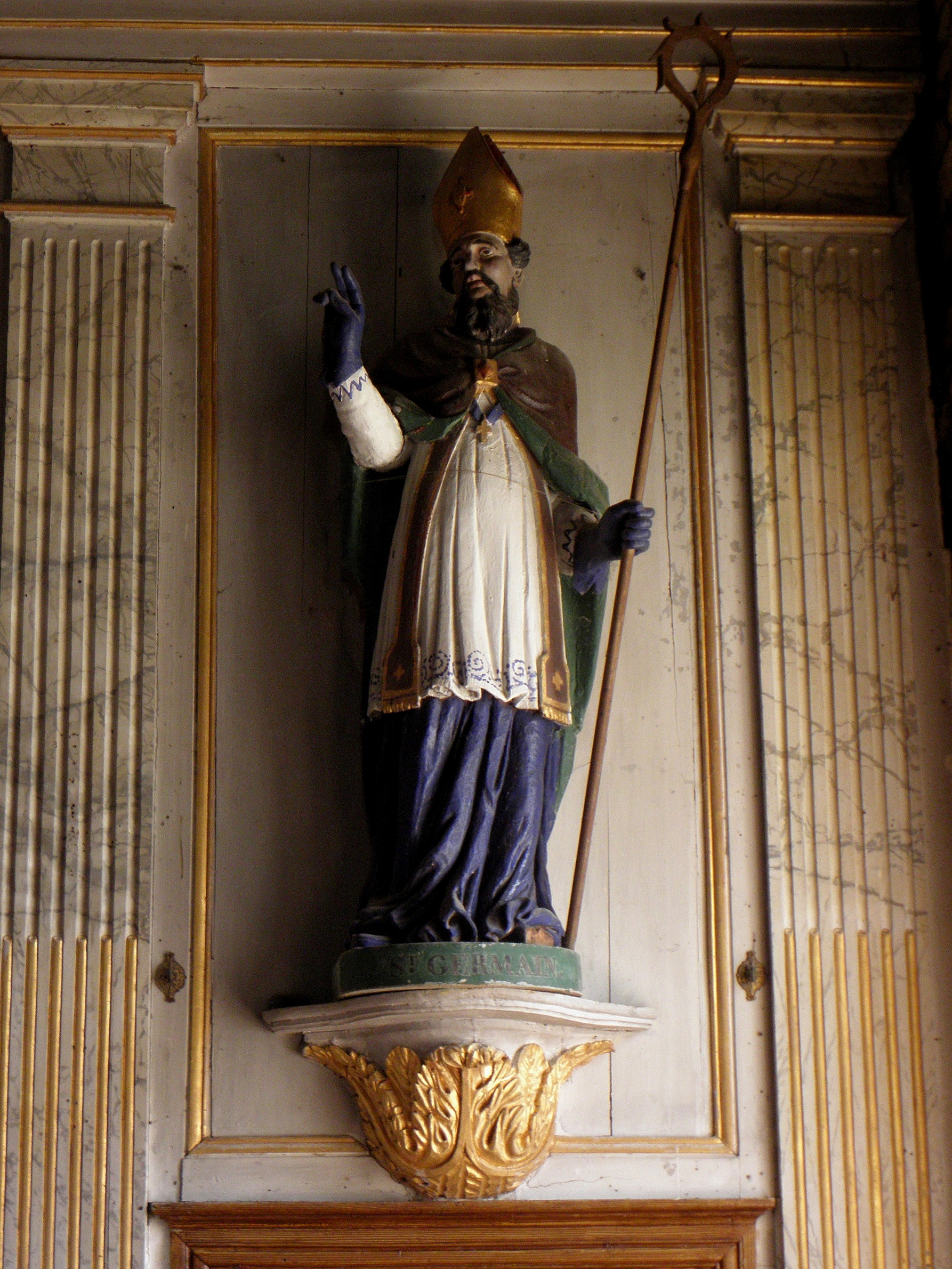
Statue, retable du maître-autel, église Saint-Germain de Trébédan (Côtes-d'Armor, Bretagne)
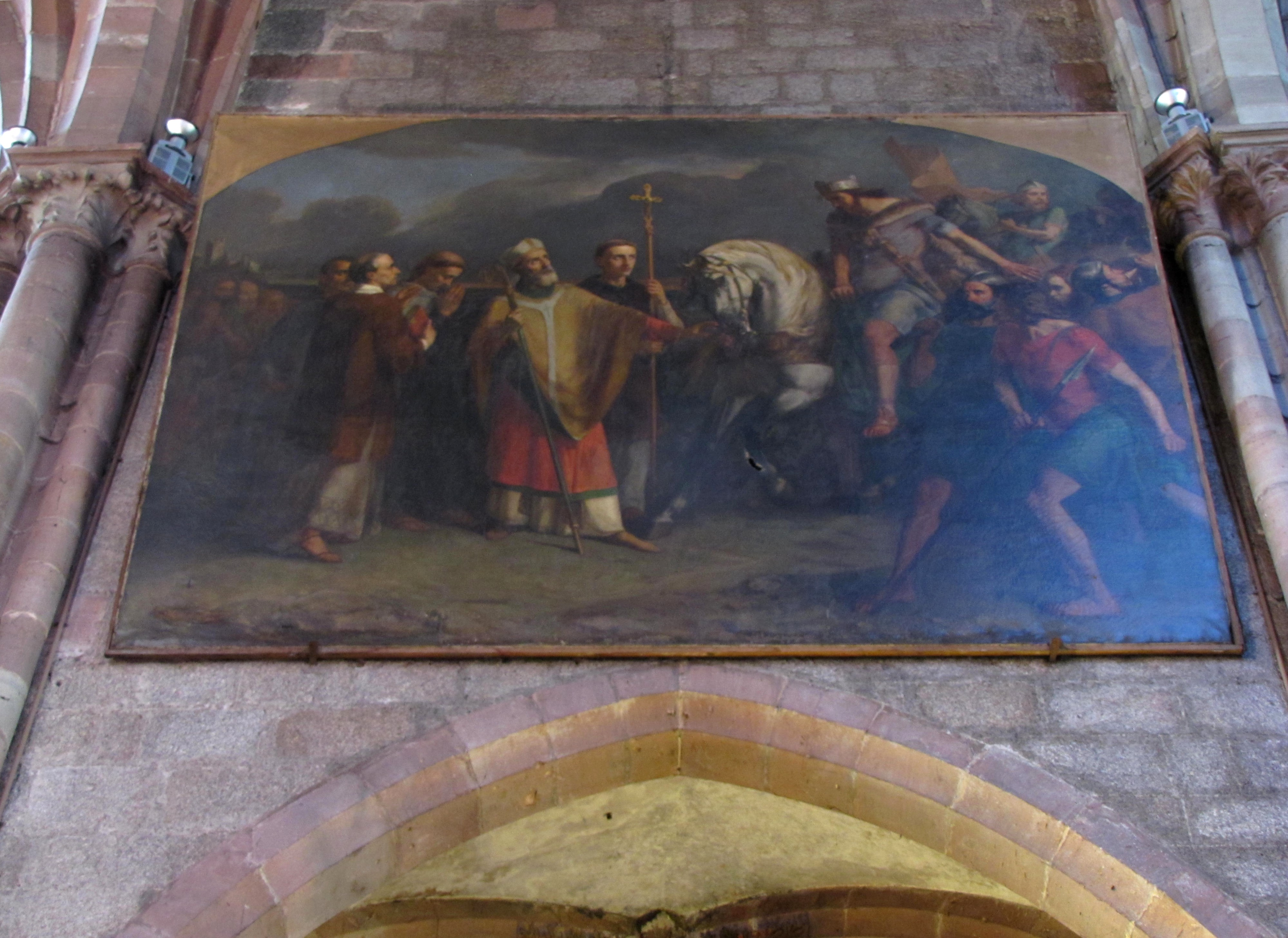
St-Germain barrant la route à Eocharich, tableau (1836), église gothique St-Georges, Sélestat (Bas-Rhin, Alsace)

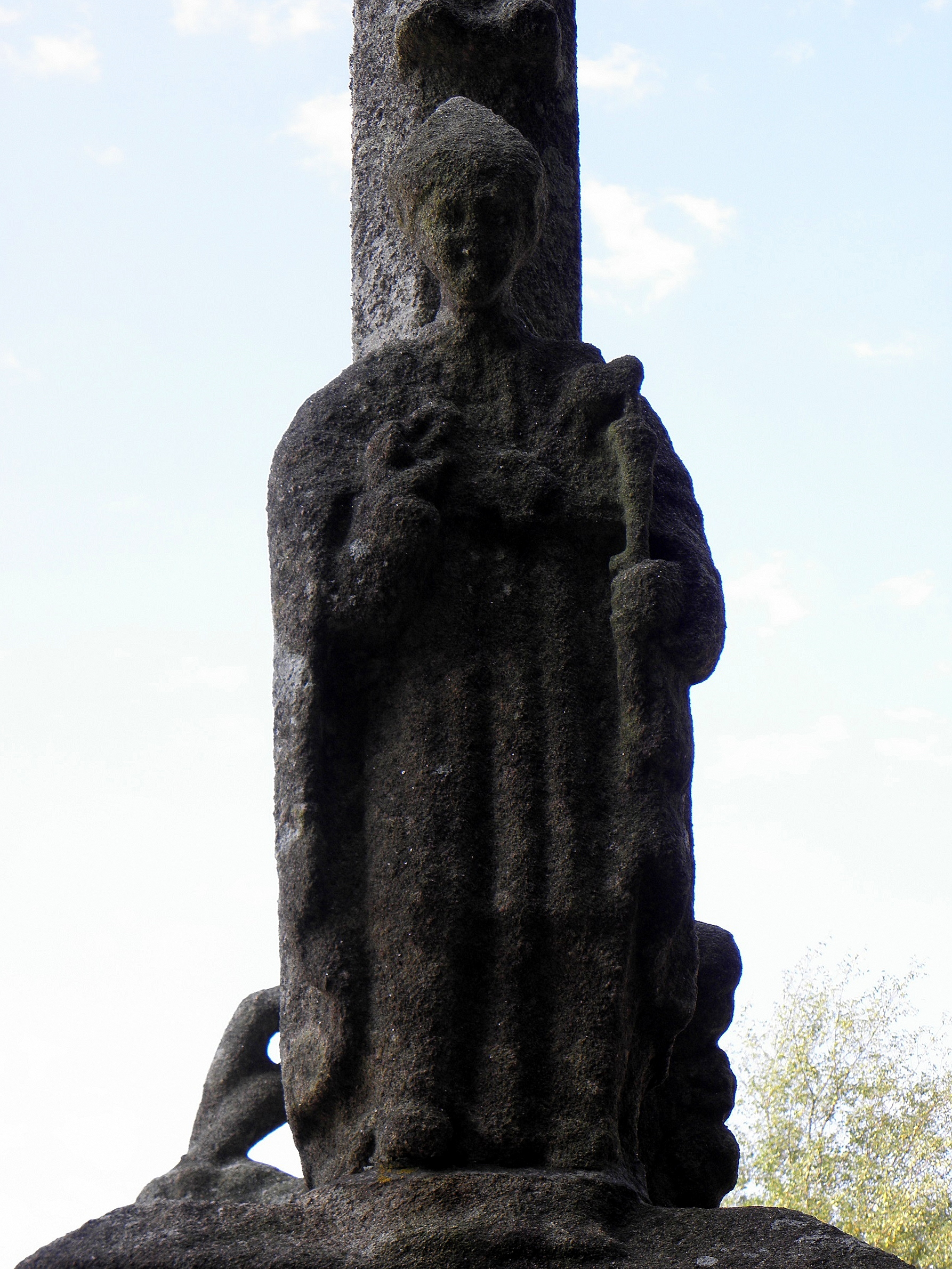
Statue, calvaire de la chapelle St-Germain, Plogastel (Finistère, Bretagne)
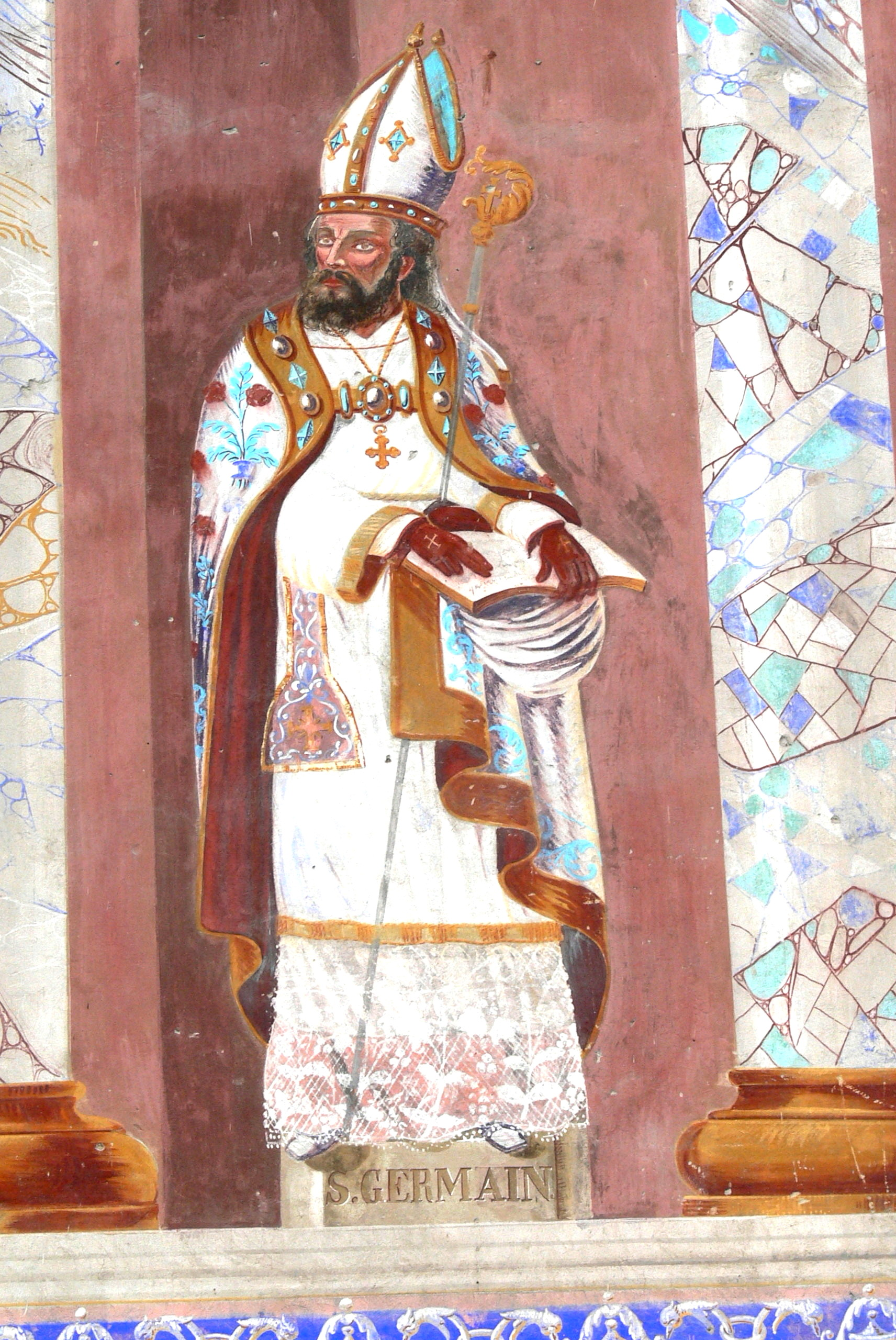
Fresque (1857), église Saint-Léger, Aymavilles (vallée d'Aoste, Italie)
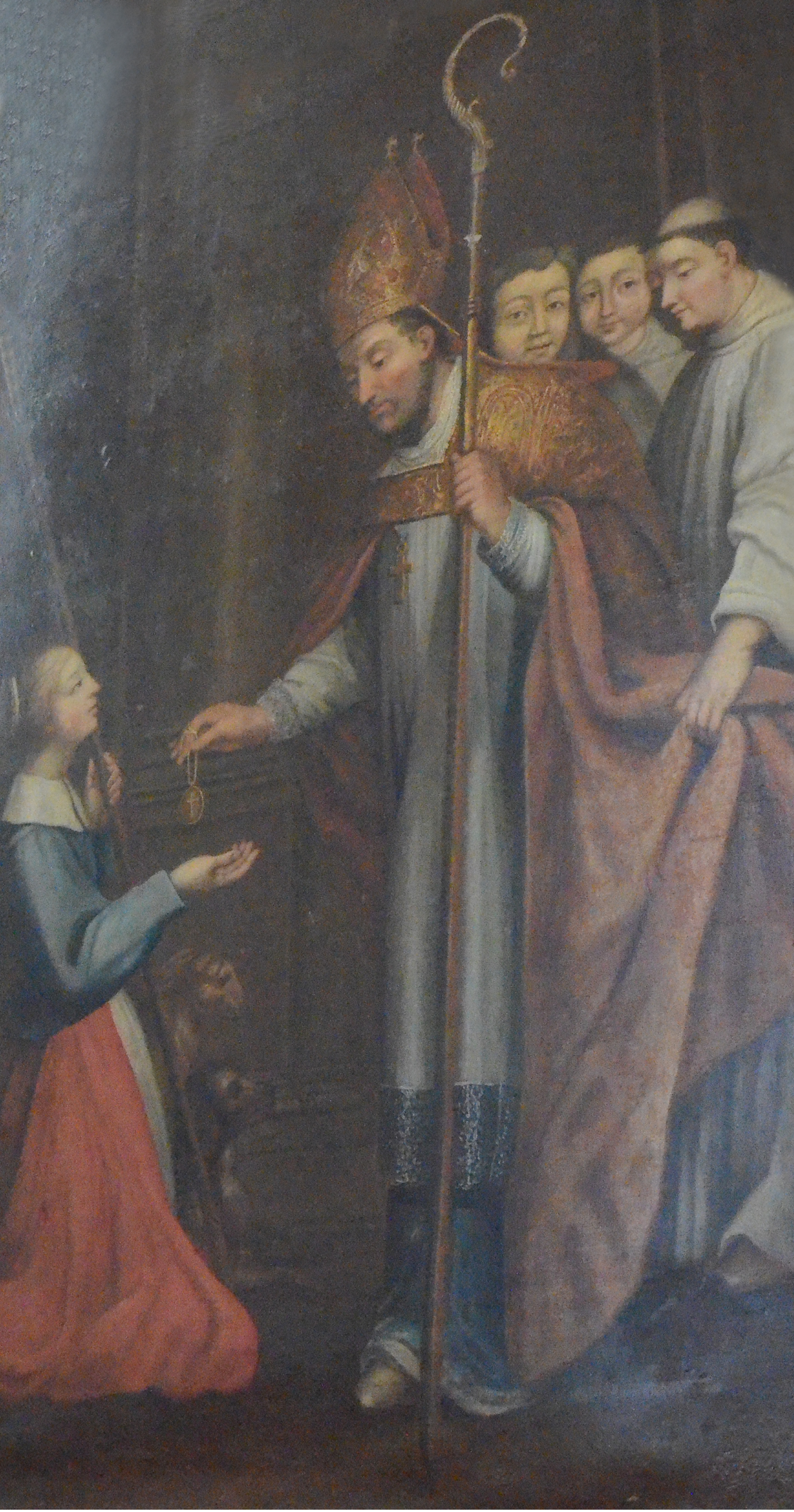
Tableau (~1725), artiste inconnu, cathédrale Saint-Germain (Rimouski, Québec)
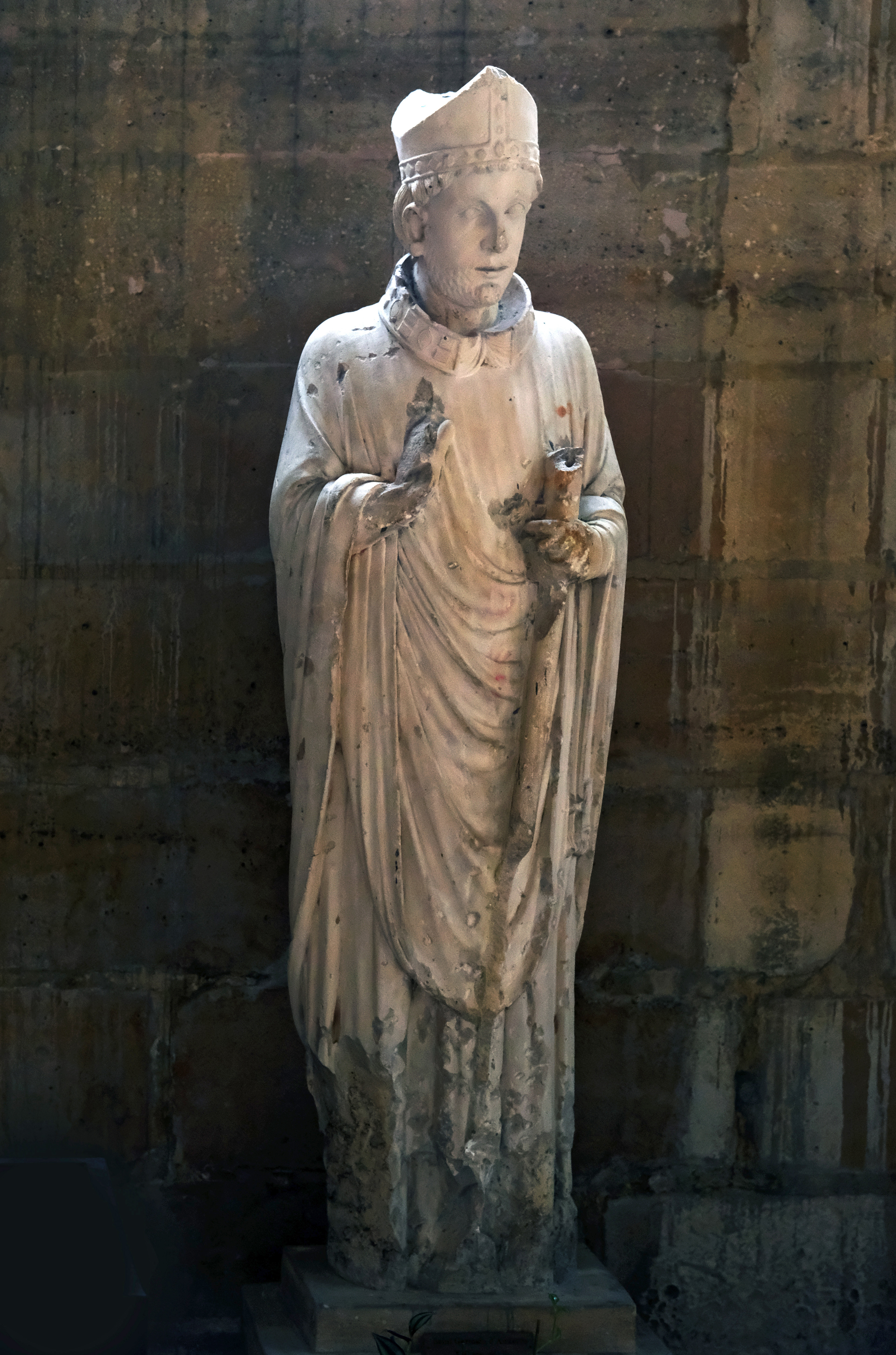
Statue du XIIIe siècle, église Saint-Germain-l'Auxerrois de Paris.

## Toponymie et autres lieux de culte

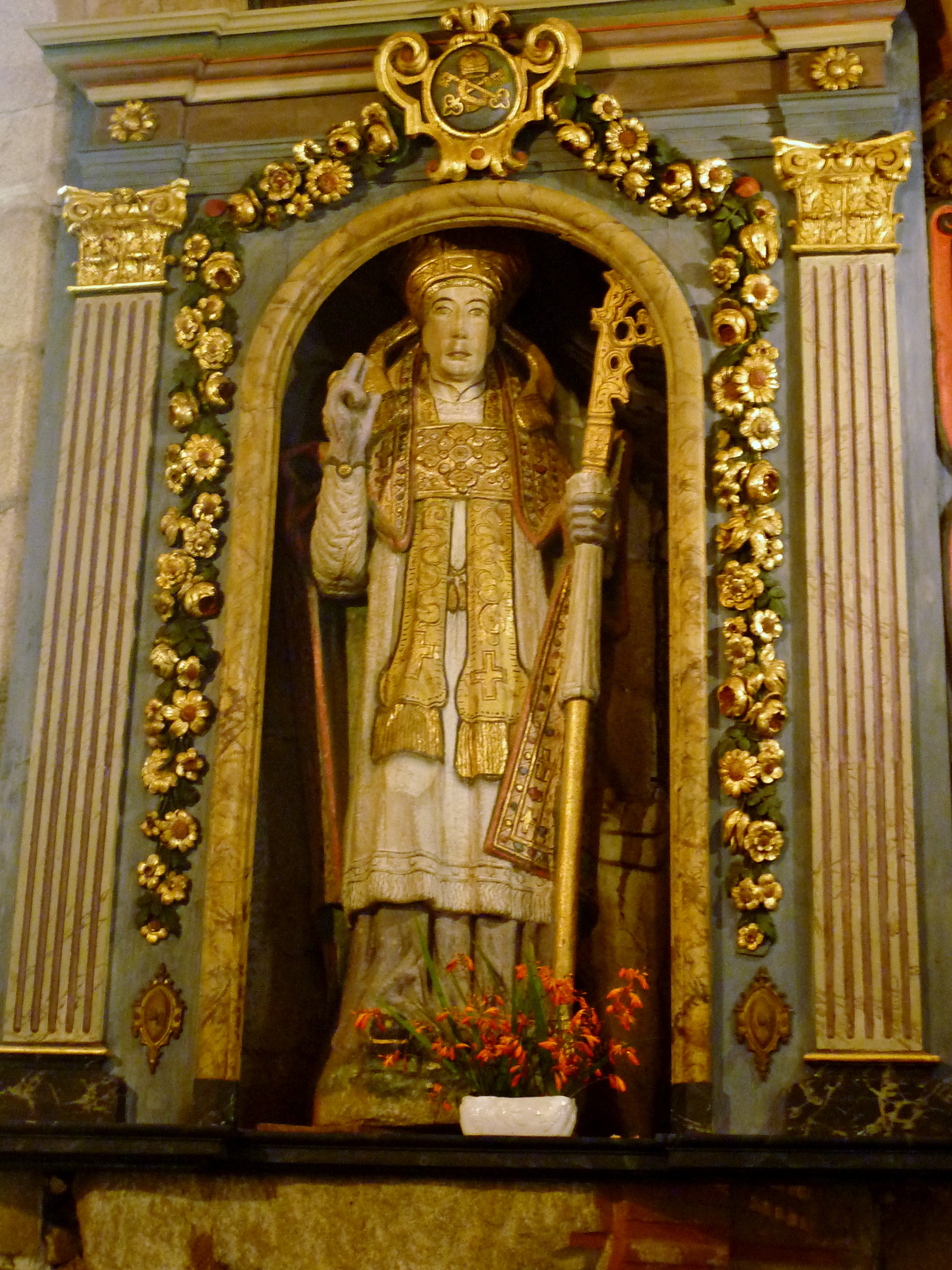
à Kerlaz

Le nom de Saint-Germain a été donné, en France, à 126 communes et à de nombreuses églises et chapelles, mais il ne fait pas nécessairement référence à Germain d'Auxerre, cela peut être aussi Germain de Paris comme à  Saint-Germain-en-Laye, Saint-Germain-lès-Corbeil, Saint-Germain-de-Montbron, Saint-Germain-des-Prés, Saint-Germain-du-Pinel, etc.
Le nom de saint Germain d'Auxerre a été donné  à l'église Saint Germain l'Auxerrois à Paris, à Saint-Germain de Kerlaz (Finistère), à l'église Saint-Germain d'Alairac, etc.
Ses reliques sont présentes dans de nombreux établissements religieux :
- cathédrale de Verdun, Vitteaux, église du Val de Miège,
- abbaye Saint-Julien d'Auxerre,
- prieuré Saint-Germain de Modéon,
- église Saint-Germain de Gron,
-abbaye Saint-Pierre de Conches, 
abbaye Saint-Pierre de Châlons, 
abbaye Saint-Vincent de Metz, 
abbaye Saint-Étienne de Caen, ...).